# 해충구제

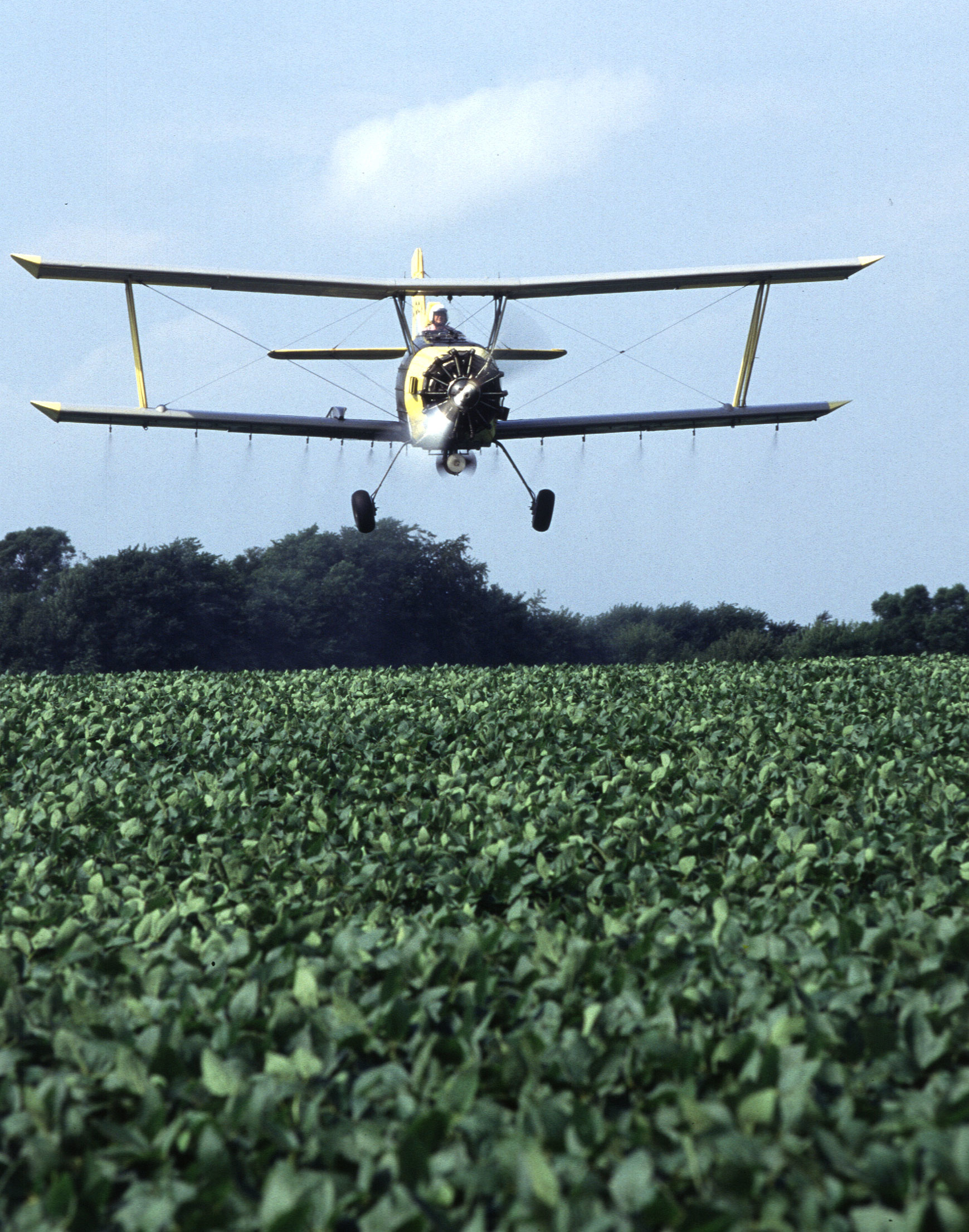

해충구제(害蟲驅除) 또는 해충방제는 해충에 의한 피해를 방지하기 위해 해충의 개체수 관리를 하는 것을 말한다. 방제(防除)라고도 한다.
해충방제는  인간 활동이나 환경에 부정적인 영향을 미치는 동물, 식물 또는 곰팡이 등 해충으로 정의된 종을 규제하거나 관리하는 것이다. 인간의 대응은 피해의 중요성에 따라 달라지며 억제 및 관리를 통한 관용에서부터 해충을 완전히 근절하려는 시도에 이르기까지 다양하다. 해충 방제 조치는 종합적 병해충 관리 전략의 일부로 수행될 수 있다.
농업에서는 기계적, 경작적, 화학적, 생물학적 수단을 통해 해충을 퇴치한다. 파종 전 토양을 갈고 경작하면 해충 부담이 완화되고 윤작은 특정 해충 종의 축적을 줄이는 데 도움이 된다. 환경에 대한 관심은 다른 방법을 선호하여 살충제 사용을 제한하는 것을 의미한다. 이는 작물을 모니터링하고 필요할 때만 살충제를 적용하며 해충에 저항성이 있는 품종과 작물을 재배함으로써 달성할 수 있다. 가능하다면 생물학적 수단을 사용하여 해충의 천적을 조장하고 적절한 포식자나 기생충을 유입시킨다.
가정과 도시 환경에서 해충은 설치류, 새, 곤충 및 인간과 서식지를 공유하고 소유물을 먹거나 망치는 기타 유기체이다. 이러한 해충의 방제는 배제 또는 격리, 물리적 제거 또는 화학적 수단을 통해 시도된다. 대안으로 멸균 프로그램을 포함한 다양한 생물학적 통제 방법을 사용할 수 있다.

## 순서
해충구제는 다음과 같은 순서로 이루어진다.
- 생식 조사: 개체수 조사를 실시한다.
- 계획: 피해의 방지 · 현장의 상황 · 개체수를 통해 장기적이고 종합적인 계획을 세운다.
- 실시: 장기적인 계획에 따라 지역마다 실시한다.
- 사후 처리: 부작용을 방지하기 위해 사후 처리를 한다.
- 유지 관리: 피해가 발생하지 않도록 개체수를 유지하기 위해 환경 정비를 실시한다.